# What's a Nice Girl like You Doing in a Place like This?
Pour plus de détails, voir Fiche technique et Distribution.
What's a Nice Girl Like You Doing in a Place Like This? est un film américain réalisé par Martin Scorsese, sorti en 1963. Il a été réalisé par Martin Scorsese alors qu'il était étudiant à la Tisch School of the Arts.

## Synopsis
Un écrivain emménage dans son nouvel appartement. Il achète la photo d'un bateau sur un lac à un vendeur persuasif. Au bout de quelques jours, Algernon se retrouve obsédé par l'image et a du mal à écrire et à manger. Puis il organise une fête où il rencontre une fille qui le distrait de la photographie.

## Fiche technique
- Titre : What's a Nice Girl Like You Doing in a Place Like This?
- Réalisation : Martin Scorsese
- Scénario : Martin Scorsese
- Musique : Richard H. Coll
- Photographie : James Newman
- Montage : Robert Hunsicker
- Production : Richard Klein (manager)
- Société de production : Motion Picture & Radio Presentations, New York University Department of Television et Summer Motion Picture Workshop
- Pays :  États-Unis
- Genre : Comédie dramatique
- Durée : 9 minutes
- Dates de sortie : 
  -  États-Unis : 1963

## Distribution
- Zeph Michaelis : Harry
- Mimi Stark : la femme
- Sarah Braveman : l'analyste
- Fred Sica : l'ami
- Robert Uricola : le chanteur

## Thèmes
Pour ce film, Martin Scorsese a dit s'être inspiré d'une nouvelle Algernon Blackwood, du court métrage d'animation de Mel Brooks The Critic et du cinéma de la Nouvelle Vague française et italienne .